# Síndrome GRACILE
La síndrome GRACILE és una malaltia mitocondrial rara i hereditària causada per una mutació en el gen BCS1L localitzat en el cromosoma 2 humà (2q35).
Els nens afectats pesen poc al néixer i desenvolupen una acidosi làctica molt greu en el primer dia de vida acompanyada de aminoacidúria. El nom de l'afecció és un acrònim format per les inicials en anglès dels símptomes principals en anglès: GR retard de creixement, A aminoacidúria, C colèstasi, I sobrecàrrega de ferro, L acidosi làctica, E mort prematura. És especialment freqüent a Finlàndia on es presenta un cas per cada 50.000 naixements i molt rar a la resta del món, de manera que s'inclou dins el grup de malalties conegudes com a malalties d'herència finlandesa. El pronòstic és dolent, produint-se la mort en els nens afectats abans d'arribar als 4 mesos d'edat.